# サスティング・プログラム
サステイニング・プログラム（Sustaining program）とは、放送業界用語で、民間放送が提供スポンサーを付けずに自主的に番組を制作すること。略して「サスプロ」「サス」とも呼ばれ、また「自主番組」とも呼ばれる。対義語は「提供番組（コマーシャル・プログラム、スポンサード・プログラム）」。